# Isothecium subdiversiforme
Isothecium subdiversiforme är en bladmossart som beskrevs av Brotherus 1899. Isothecium subdiversiforme ingår i släktet svansmossor, och familjen Brachytheciaceae. Inga underarter finns listade i Catalogue of Life.